# Jan Nepomuk Chotek
Jan Nepomuk hrabě Chotek z Chotkova a Vojnína (24. února 1773 Vídeň – 8. dubna 1824 Praha) byl český šlechtic a mecenáš ze starobylého rodu Chotků. Působil ve státních službách, ale nepodařilo se mu navázat na úspěšnou kariéru svých předků. Věnoval se správě vyženěného majetku (Jemniště), ale zemřel ještě před otcem, takže dědicem rozsáhlých statků (Nové Dvory, Veltrusy) se stal až jeho syn Jindřich.

## Původ a kariéra

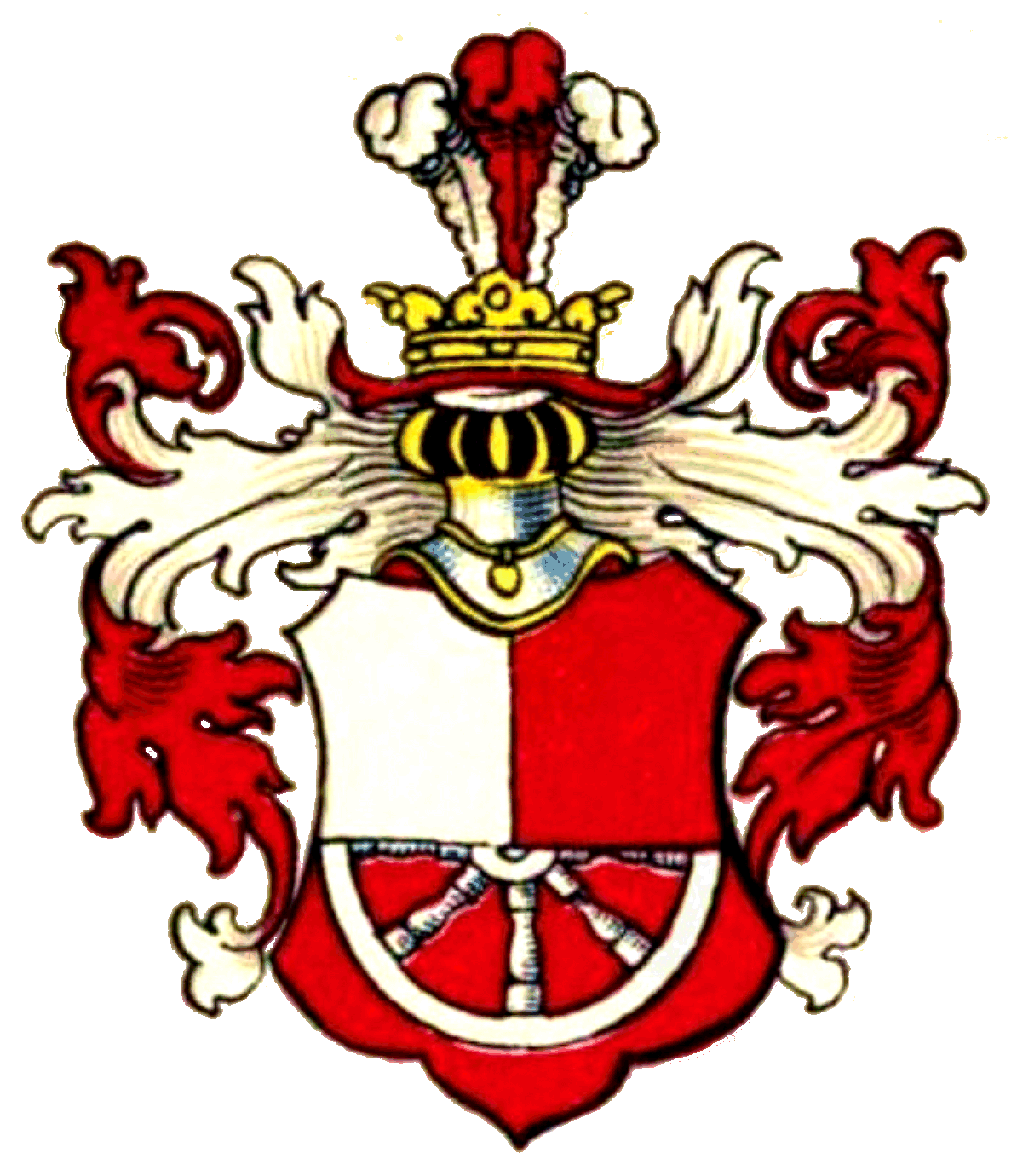
Erb Chotků

Narodil se ve Vídni jako prvorozený syn významného státníka Jana Rudolfa Chotka (1748–1824) a jeho manželky Marie Sidonie Clary-Aldringenové (1748–1824). Pocházel z početné rodiny a byl nejstarším z deseti sourozenců. Jeho mladšími bratry byli mimo jiné olomoucký arcibiskup Ferdinand Chotek (1781–1836) a nejvyšší purkrabí Karel Chotek (1783–1868).
Studoval na vídeňské univerzitě, ale kvůli probíhajícím válkám s Francií nemohl podniknout tradiční kavalírskou cestu po Evropě. Jako nižší státní úředník působil v letech 1796–1799 ve Vídni, poté přešel do Prahy. V letech 1804–1807 byl hejtmanem berounského kraje, poté požádal o přeložení zpět do Vídně, kde byl do roku 1812 dolnorakouským vládním radou. V roce 1812 na vlastní žádost opustil státní služby a věnoval se rodině a správě rodových statků. Později s podporou otce usiloval o nějaký vyšší státní úřad, ale to se nepodařilo. V letech 1819–1824 byl předsedou pražského spolku pro podporu chudiny a v Praze získal čestné občanství. Kromě toho byl císařským komorníkem.

## Rodinné a majetkové poměry

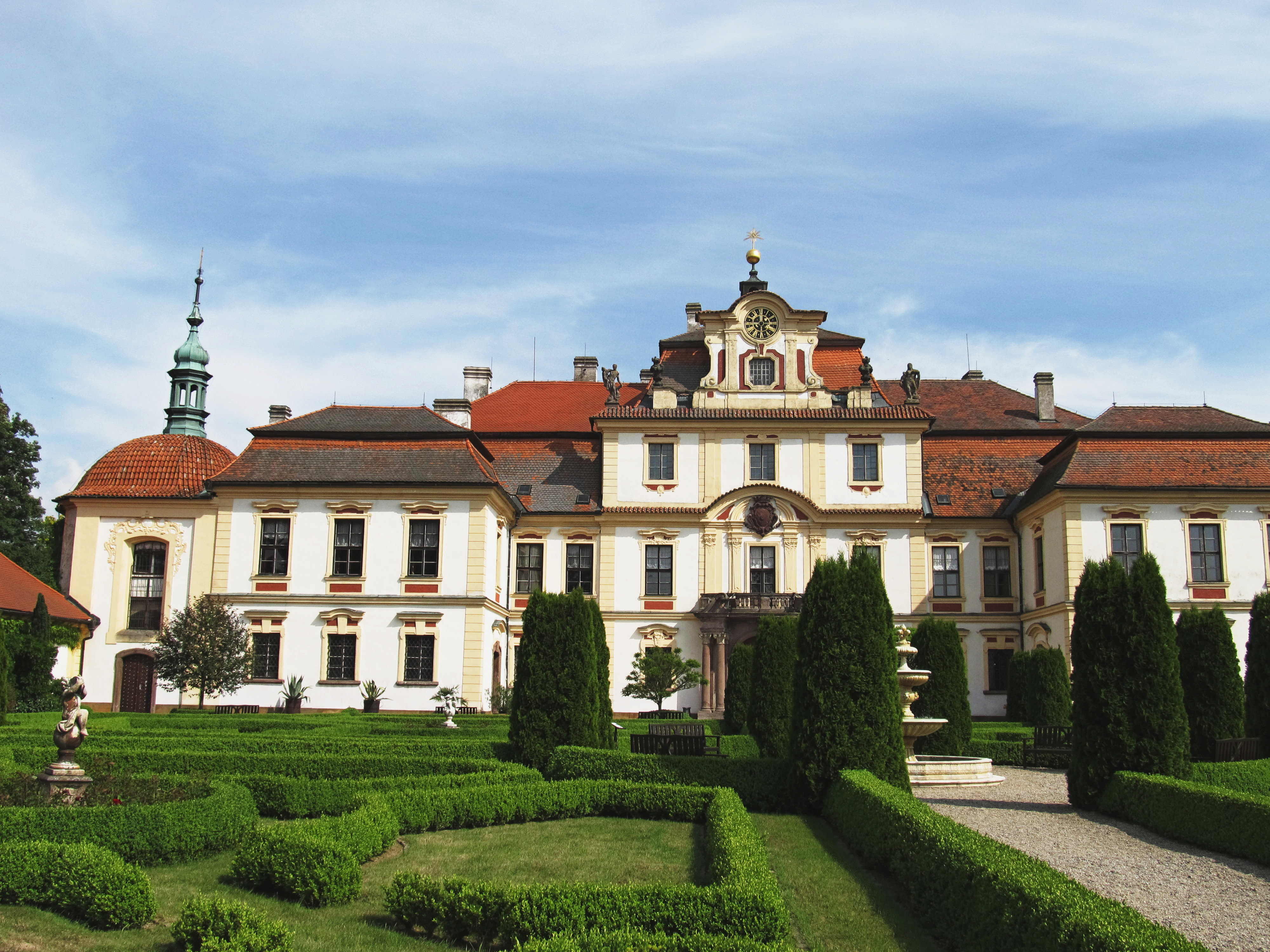
Zámek Jemniště, hlavní sídlo Jana Nepomuka Chotka

V roce 1799 se oženil s hraběnkou Marií Isabelou z Rottenhanu (1774–1817), dcerou nejvyššího purkrabího Jindřicha z Rottenhanu. Spolu s manželkou převzal hned po sňatku správu panství Jemniště, kde se mu nepodařilo udržet průmyslové podnikání založené jeho tchánem, úspěšný byl ale v zemědělství. S manželkou se osobně věnoval výchově potomstva. Měli spolu dvě děti, syna Jindřicha (1802–1864) a dceru Sidonii (1805–1890), provdanou za hraběte Bedřicha Dominika Fünfkirchena.
Zemřel v Praze na zánět pohrudnice ve věku 51 let, původně byl pohřben v Jemništi, v roce 1829 byly jeho ostatky převezeny do Nových Dvorů.